# Australisch-britische Beziehungen
Die australisch-britischen Beziehungen sind das zwischenstaatliche Verhältnis zwischen Australien und dem Vereinigten Königreich. Die Beziehungen zwischen beiden Ländern sind historisch gewachsen und bis heute eng. Als ehemalige britische Kolonie teilt Australien mit Großbritannien eine gemeinsame kulturelle und politische Tradition. Beide Länder sind Monarchien innerhalb des Commonwealth of Nations und haben als Teil des Commonwealth Realms dasselbe Staatsoberhaupt (britischer Monarch). Die Bindungen sind gekennzeichnet durch gemeinsame Werte, umfangreiche persönliche Verflechtungen (etwa 8 Millionen australische Bürger mit britischen Wurzeln) sowie enge Zusammenarbeit in Bereichen wie Verteidigung, Wirtschaft und Kultur.

## Geschichte

### Britische Kolonisierung Australiens

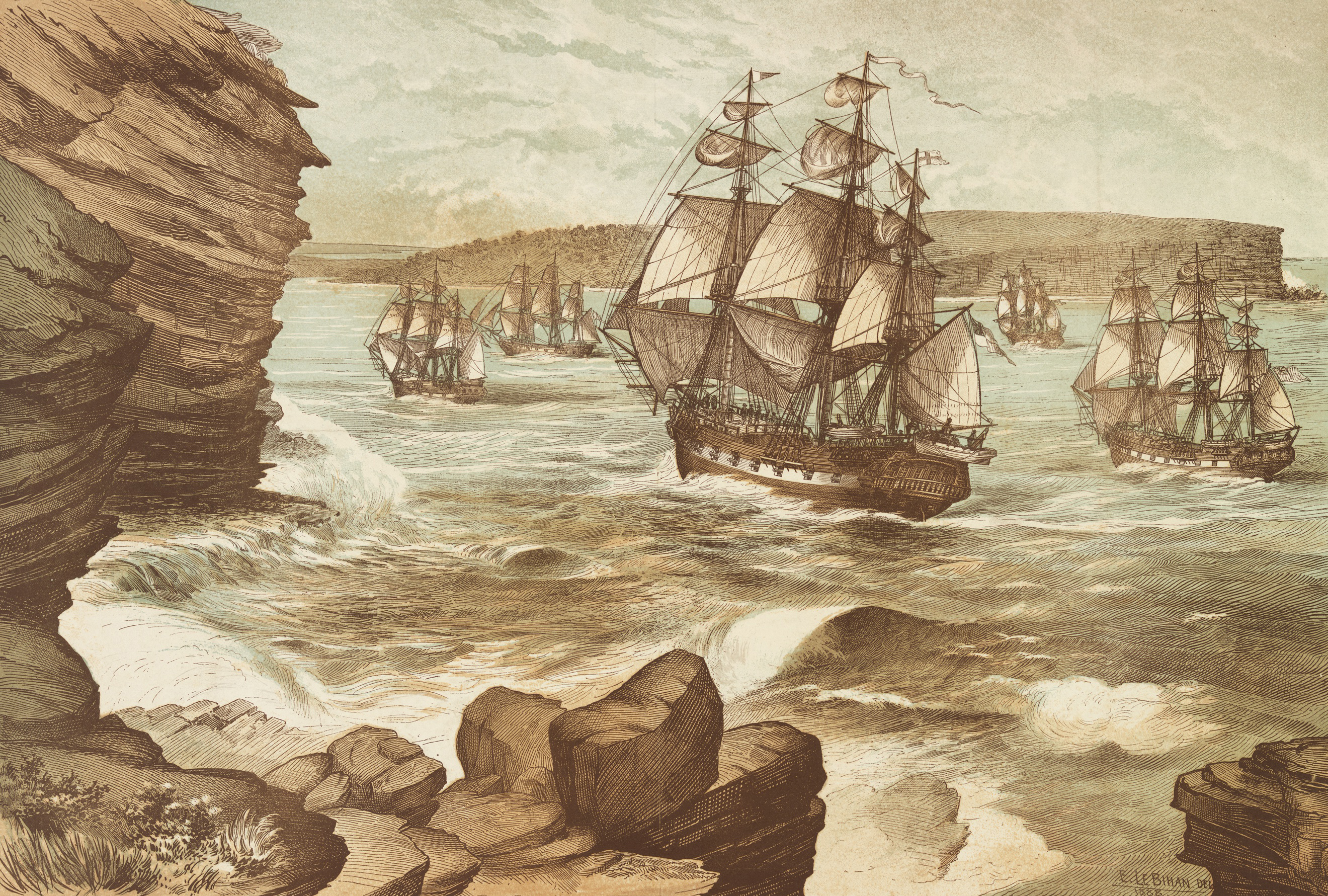
First Fleet bei der Einfahrt in Port Jackson, 1788

Die britische Kolonisierung Australiens begann im späten 18. Jahrhundert. Nachdem James Cook im Jahr 1770 die Ostküste Australiens für Großbritannien in Besitz genommen hatte, wurde 1788 mit der Ankunft der Ersten Flotte unter Captain Arthur Phillip die Kolonie New South Wales als Strafkolonie gegründet. Hintergrund für die Gründung war das Bedürfnis der Briten, nach dem Verlust der amerikanischen Kolonien einen neuen Ort für die Verbannung von Straftätern zu finden. Zwischen 1788 und 1868 wurden insgesamt über 162.000 Strafgefangene aus Großbritannien nach Australien deportiert, die als Arbeitskräfte beim Aufbau der Kolonie eingesetzt wurden. Nachdem diese ihre Strafen verbüßt hatten, blieben die meisten von ihnen und einige wurden erfolgreiche Siedler. In den folgenden Jahrzehnten entstanden weitere britische Kolonien auf dem australischen Kontinent (darunter z. B. Tasmanien, West- und Südaustralien), die zunächst direkt von der britischen Krone verwaltet wurden. Bis zur Mitte des 19. Jahrhunderts erhielten diese Siedlungen schrittweise lokale Selbstverwaltungsrechte, blieben aber Teil des Britischen Weltreichs. Die britische Herrschaft brachte Konflikte mit der indigenen Bevölkerung mit sich, da die Ausweitung der Kolonien auf Kosten der Aborigines erfolgte und Widerstand der Ureinwohner von britischen Truppen niedergeschlagen wurde. 1899 mobilisierten die Briten auch einheimische Soldaten für den Kampf im Zweiter Burenkrieg.

### Australien als britisches Dominion

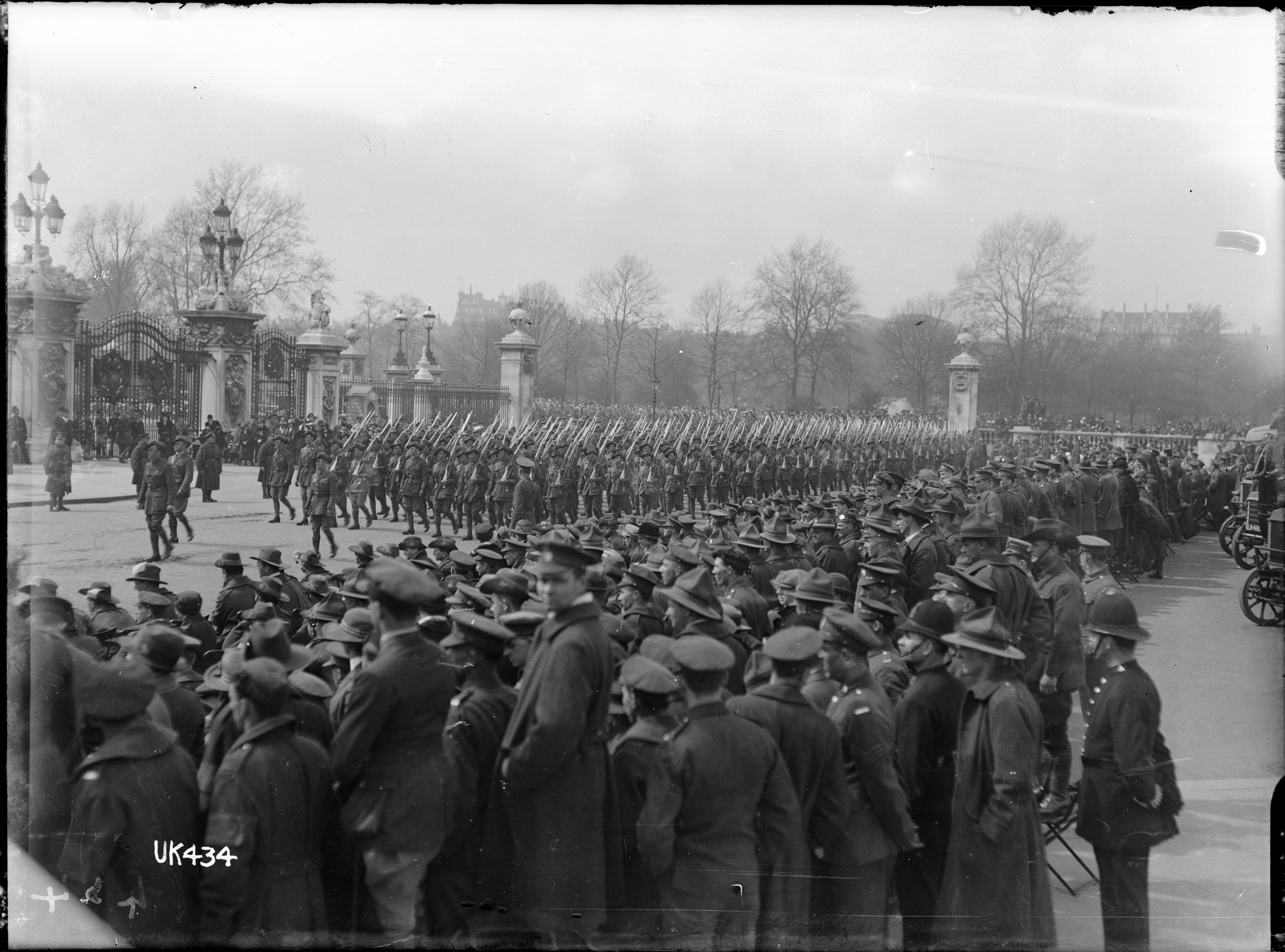
Australische Soldaten in London (1919)

Am 1. Januar 1901 schlossen sich die sechs australischen Kolonien South Australia, New South Wales, Tasmanien, Victoria, Queensland und Western Australia zum Commonwealth of Australia zusammen, das als Dominion des Britischen Empire gegründet wurde. Australien besaß nun eine eigene föderale Regierung und innere Selbstverwaltung, doch die Außen- und Verteidigungspolitik blieb zunächst weitgehend unter britischer Kontrolle. So trat Australien mit Ausbruch des Ersten Weltkriegs automatisch an der Seite Großbritanniens in den Krieg ein, denn als Großbritannien im August 1914 Deutschland den Krieg erklärte, befand sich auch Australien als Dominion automatisch im Kriegszustand. Australische Truppen kämpften im Ersten Weltkrieg als Teil der britischen und alliierten Streitkräfte, unter anderem in der Schlacht von Gallipoli 1915 (gemeinsam mit neuseeländischen Verbänden als ANZAC) sowie an der Westfront in Europa. Insgesamt 60.000 von über 400.000 australischen Soldaten starben in dem Krieg.  In der australischen Innenpolitik war der Kriegseinsatz nicht unumstritten und in zwei Referenden sprach sich jeweils eine knappe Mehrheit der Abstimmenden gegen eine Wehrpflicht für Australier aus.
In der Zwischenkriegszeit erlangte Australien schrittweise mehr Unabhängigkeit in seinen außenpolitischen Entscheidungen. Die Balfour-Erklärung der Londoner Konferenz von 1926 erkannte die Dominions als „autonome Gemeinschaften innerhalb des Empire, gleichberechtigt in Status“ an. Dieses Prinzip wurde mit dem Statut von Westminster 1931 rechtlich festgehalten, doch trat es für Australien erst in Kraft, als das australische Parlament den Status formell annahm. Aufgrund innenpolitischer Zurückhaltung verzögerte Australien die Umsetzung bis zum Zweiten Weltkrieg: Erst im Oktober 1942 wurde der Statute of Westminster Adoption Act rückwirkend zum Kriegsbeginn 1939 verabschiedet, wodurch Australien auch völkerrechtlich eine souveräne Entscheidungsfreiheit erhielt. Dennoch blieb Australien weiterhin in vielfältiger Weise eng mit dem „Mutterland“ verbunden.

### Beziehungen nach der Unabhängigkeit Australiens
Nach dem Erwerb der vollen außenpolitischen Souveränität in den 1940er Jahren wandelten sich die australisch-britischen Beziehungen zu einem Verhältnis formaler Gleichberechtigung, blieben aber weiterhin von besonders enger Kooperation geprägt. Australien kämpfte auch im Zweiten Weltkrieg an der Seite Großbritanniens in Asien, Europa, Afrika und im Mittelmeerraum. Allerdings markierte die Kriegserfahrung im Pazifik – insbesondere der Fall Singapurs 1942 und die Bedrohung Australiens durch Japan – einen geopolitischen Wendepunkt: Australien wandte sich verstärkt den Vereinigten Staaten als Schutzmacht im Pazifik zu. Im März 1942, nach dem Vorrücken Japans in Südostasien, übernahmen die USA faktisch die Hauptverantwortung für die Verteidigung Australiens, was die traditionelle Rolle Großbritanniens in diesem Bereich ablöste. Diese Neuorientierung mündete 1951 im ANZUS-Sicherheitsbündnis zwischen Australien, den USA und Neuseeland, während Großbritannien daran nicht beteiligt war.

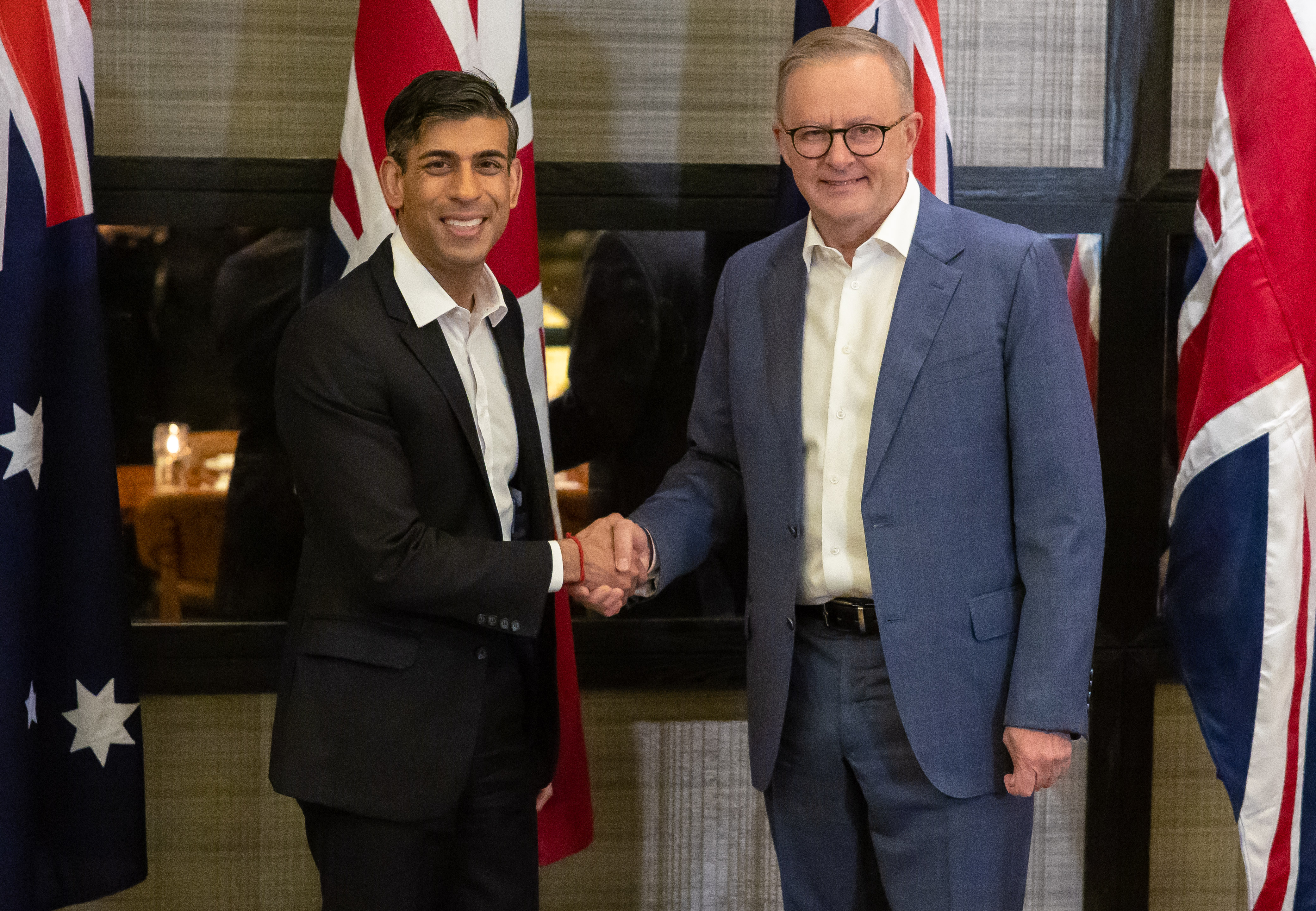
Rishi Sunak mit Anthony Albanese (2023)

Trotz des gestiegenen amerikanischen Einflusses riss die Verbindung zum Vereinigten Königreich nicht ab. Beide Länder blieben Verbündete und kooperierten in der frühen Nachkriegszeit weiterhin eng, etwa bei der britischen Atomforschung in Australien (britische Kernwaffentests in den 1950er Jahren) und im gemeinsamen Engagement im Kalten Krieg. Gleichwohl drifteten Australien und Großbritannien in den 1960er und 1970er Jahren politisch und wirtschaftlich etwas auseinander. Ein Symbol dafür war der Beitritt Großbritanniens zur Europäischen Wirtschaftsgemeinschaft 1973, der eine Neuausrichtung britischer Handelsbeziehungen zur Folge hatte, wodurch die relative Bedeutung der Handelsbeziehungen zu den Ex-Kolonien zurückging. Bereits 1966 hatte Japan Großbritannien als größten Handelspartner Australiens abgelöst. Australien reagierte, indem es seinen außenwirtschaftlichen und diplomatischen Fokus verstärkt auf den asiatisch-pazifischen Raum richtete.
Eine formale endgültige Loslösung Australiens von den britischen Institutionen erfolgte 1986 mit dem Australia Act. Dieses Gesetz beseitigte die letzten verfassungsrechtlichen Abhängigkeiten vom britischen Parlament und der Gerichtsbarkeit – insbesondere wurde die Möglichkeit britischer Gesetzgebung für australische Bundesstaaten beendet und der Rechtsweg über den Privy Council in London abgeschafft. Seither bestehen die Beziehungen ausschließlich auf souveräner staatlicher Ebene. In den folgenden Jahrzehnten bestanden zwischen beiden Ländern freundschaftliche Beziehungen fort, wobei beide sich außenpolitisch eng an die USA anlehnten. So waren beide Länder Teil der Koalition zur Befreiung Kuwaits im Zweiten Golfkrieg und nach den Terroranschlägen vom 11. September 2001 Teil der ISAF-Truppen in Afghanistan ab 2001 und der Koalition der Willigen im Irakkrieg ab 2003. Im September 2023 wurde das britisch-australisch-amerikanische Militärbündnis AUKUS geschlossen, was der Eindämmung Chinas im Pazifik gilt.

## Wirtschaftsbeziehungen

Monatlicher Wert australischer Exporte in das Vereinigte Königreich von 1988 bis 2021

Nach der Gründung der Kolonie Australien war das britische Mutterland für mehr als hundert Jahre lang der hauptsächliche Handelspartner. Im späten 19. Jahrhundert gingen bis zu 80 % der australischen Exporte nach Großbritannien, und umgekehrt stammten rund 70 % der australischen Importe aus dem Vereinigten Königreich. Noch zu Beginn des 20. Jahrhunderts dominierte Großbritannien den australischen Handel, und das australische Pfund war fest an das britische Pfund Sterling gebunden. Nach dem Zweiten Weltkrieg verschob sich diese Handelsdominanz jedoch zugunsten anderer Partner und Länder wie die Vereinigten Staaten, Japan und später die Volksrepublik China überholten die Briten als Handelspartner.
Trotz dieser relativen Verschiebung gehören die Wirtschaftsbeziehungen zwischen Australien und dem Vereinigten Königreich bis heute zu den engsten weltweit. Großbritannien ist einer der wichtigsten Investoren in Australien. 2023 war das Vereinigte Königreich nach den USA der zweitgrößte Auslandsinvestor. Umgekehrt ist Großbritannien auch für australische Auslandsinvestitionen der zweitwichtigste Zielmarkt. Im bilateralen Waren- und Dienstleistungshandel lag Großbritannien 2022/23 auf Rang 11 unter Australiens Handelspartnern, mit einem Handelsvolumen von etwa 31 Mrd. australischen Dollar. Wichtigste australische Exportgüter nach Großbritannien sind u. a. Gold, Wein, landwirtschaftliche Erzeugnisse sowie Dienstleistungen (insbesondere im Tourismus und Finanzsektor). Zu den wichtigsten australischen Importen aus dem Vereinigten Königreich zählen Kraftfahrzeuge, pharmazeutische Produkte und Dienstleistungen wie Bildung und Tourismus.
Nach dem Ausscheiden des Vereinigten Königreichs aus der EU (Brexit) intensivierten London und Canberra ihre Handelsgespräche und einigten sich 2021 auf ein umfassendes Freihandelsabkommen. Das Australia–United Kingdom Free Trade Agreement (A-UKFTA) trat am 31. Mai 2023 in Kraft und beseitigt Zölle auf 99 % aller australischen Warenexporte nach Großbritannien. 2023 trat das UK außerdem dem regionalen Freihandelsabkommen CPTPP bei, dem auch Australien angehört.

## Kulturbeziehungen

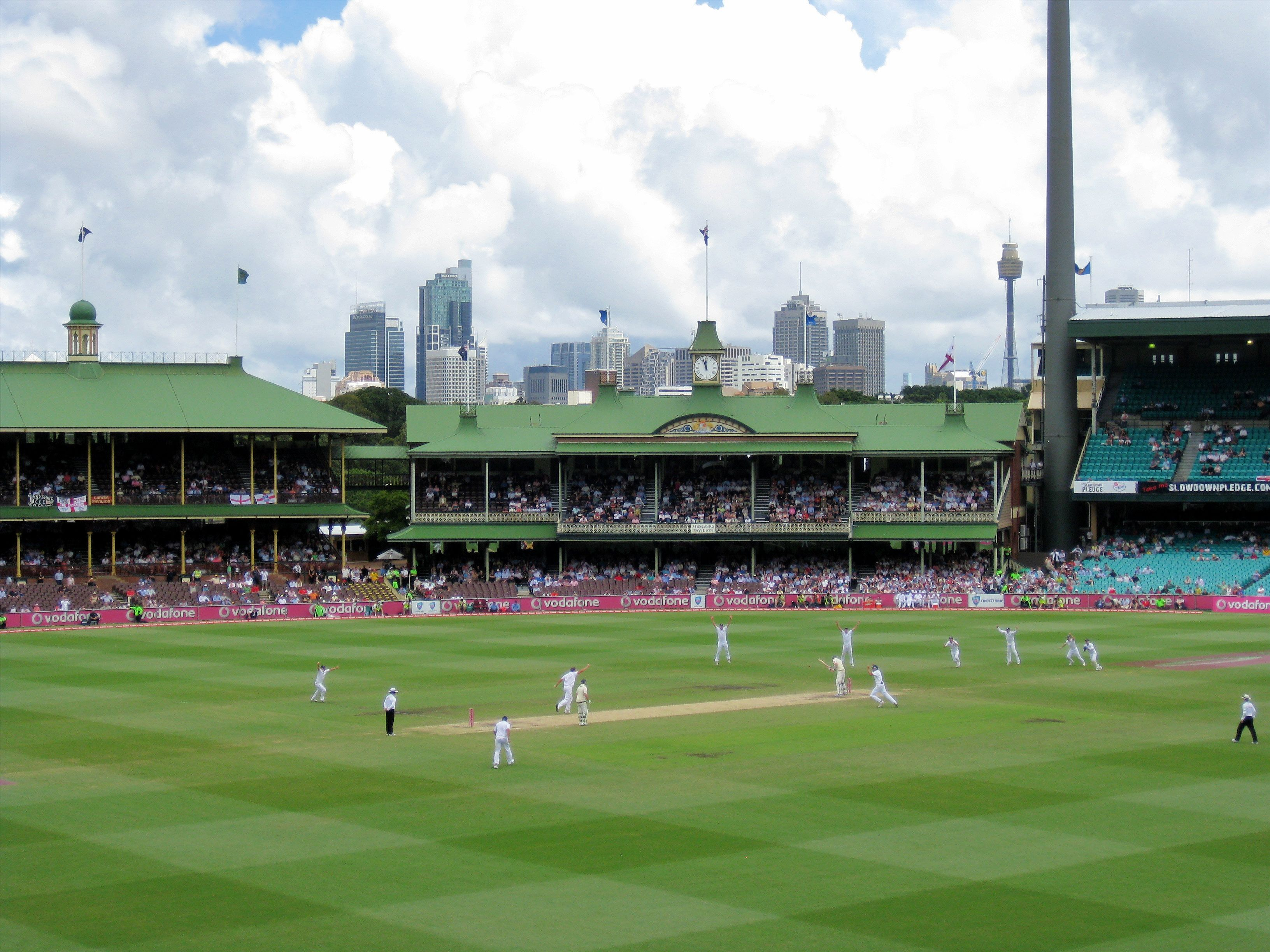
Cricketspiel zwischen Australien und England

Die kulturellen Beziehungen zwischen Australien und dem Vereinigten Königreich sind durch die gemeinsame Sprache, Geschichte und Bevölkerungswanderungen geprägt. Ein großer Teil der australischen Bevölkerung hat britische Wurzeln: Laut Volkszählung 2021 gaben rund 8,38 Millionen Australier an, Vorfahren aus dem Vereinigten Königreich (England, Schottland, Wales oder Nordirland) zu haben. Über 900.000 in Australien lebende Personen (etwa 4 % der Bevölkerung) sind sogar im Vereinigten Königreich geboren. Umgekehrt leben und arbeiten zehntausende Australier in Großbritannien, vor allem in Metropolen wie London, was zu einem stetigen personellen Austausch führt. Jährlich besuchen außerdem Hunderttausende Bürger des einen Landes das andere zu Tourismus-, Arbeits- oder Studienzwecken (allein 2022 rund 416.000 Australier als Besucher im Vereinigten Königreich und knapp 400.000 Briten in Australien). Beide Regierungen unterhalten ein Working-Holiday-Visum-Programm, das jungen Erwachsenen längere Arbeits- und Reiseaufenthalte im jeweils anderen Land ermöglicht – 2023 nutzten fast 26.000 britische Staatsbürger diese Möglichkeit in Australien.
Traditionen und Werte, die Australien und Großbritannien verbinden, spiegeln sich auch im gesellschaftlichen Leben wider. Beide Länder teilen das englische Sprach- und Rechtssystem, westliche demokratische Werte und das Erbe der britischen Monarchie, Staatsbesuche und royale Anlässe (wie etwa die Krönung von König Charles III. im Jahr 2023, an der Australiens Premierminister teilnahm). Auch sind britische Sportarten wie z. B. Cricket sehr populär in Australien, wo die englischen und australischen Nationalmannschaften in der traditionsreichen Testspielserie The Ashes aufeinandertreffen. Kulturelle Austauschprogramme, Stipendien (wie die vom Commonwealth geförderten Chevening- und Australia Awards) sowie Schul- und Hochschulpartnerschaften tragen ebenfalls zum Verständnis füreinander bei. 2021–22 veranstalteten beide Länder erstmals eine gemeinsame Kulturinitiative, die UK/Australia Season, mit zahlreichen Veranstaltungen in Bereichen Kunst, Film, Musik und Literatur in beiden Ländern.
Laut einer Umfrage von YouGov aus dem Jahr 2020 ist Australien mit 79 % positiver Bewertung das drittbeliebteste Land der Briten. Es liegt hinter den Commonwealth-Mitgliedern Kanada und Neuseeland, die von 80 % positiv bewertet wurden. Eine Umfrage des Lowy Institute aus dem Jahr 2020 zeigt, dass das Vereinigte Königreich nach Kanada das Land ist, das von den Australiern am zweitbesten bewertet wird.

## Sicherheitspolitische Zusammenarbeit
Nach 1945 blieb Großbritannien trotz abnehmender Präsenz im asiatisch-pazifischen Raum ein wichtiger Verteidigungspartner Australiens. Beide Länder kooperierten in regionalen Konflikten des Kalten Krieges: So beteiligte sich Australien unter britischem Kommando an der Niederschlagung des Malayan Emergency (1948–1960) und an der Konfrontation mit Indonesien in Borneo (1963–1966), ebenso kämpften australische Truppen im Koreakrieg neben britischen Verbänden. Auch in jüngerer Zeit standen britische und australische Soldaten in internationalen Einsätzen Seite an Seite, zum Beispiel im Golfkrieg 1991, im Afghanistan-Einsatz nach 2001 und im Irakkrieg 2003, was die fortbestehende sicherheitspolitische Verbundenheit unterstreicht.
Institutionell ist die Verteidigungs- und Sicherheitskooperation heute durch mehrere Abkommen und Foren gefestigt. Seit 1946 bilden Australien und Großbritannien (mit den USA, Neuseeland und Kanada) die Five-Eyes-Gemeinschaft, ein exklusives Bündnis zum Austausch von geheimdienstlichen Informationen. Darüber hinaus sind beide Länder Gründungsmitglieder der Five Power Defence Arrangements (FPDA) von 1971, eines regionalen Sicherheitspakts (mit Neuseeland, Malaysia und Singapur) zur gemeinsamen Verteidigung Südostasiens. Auf bilateraler Ebene finden seit 2006 regelmäßig Australia-UK Ministerial Consultations (AUKMIN) statt, in denen die Außen- und Verteidigungsminister beider Staaten strategische Fragen erörtern. Weiter gestärkt wurde die sicherheitspolitische Zusammenarbeit 2013 durch einen gegenseitigen Verteidigungs- und Sicherheitskooperationsvertrag und 2021 durch die Bildung des trilateralen Bündnisses AUKUS (Australien–UK–USA), das Australien u. a. den Erwerb britisch-amerikanischer Nuklear-U-Boote ermöglichen soll und die sicherheitspolitische Verzahnung im Indo-Pazifik weiter vertieft.

## Diplomatische Standorte
- Australien unterhält ein Hochkommissariat in London.
- Das Vereinigte Königreich unterhält eine Hochkommissariat in Canberra.

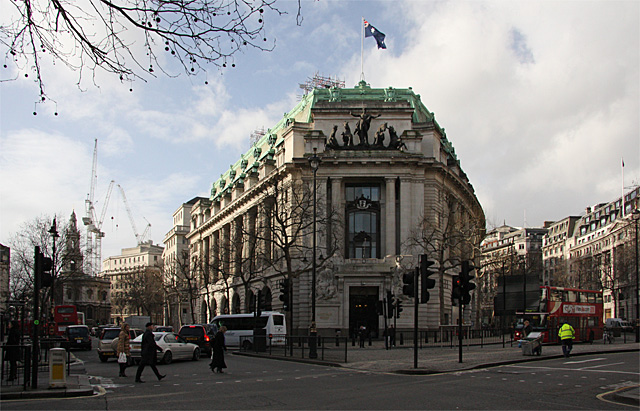
Australisches Hochkommissariat in London
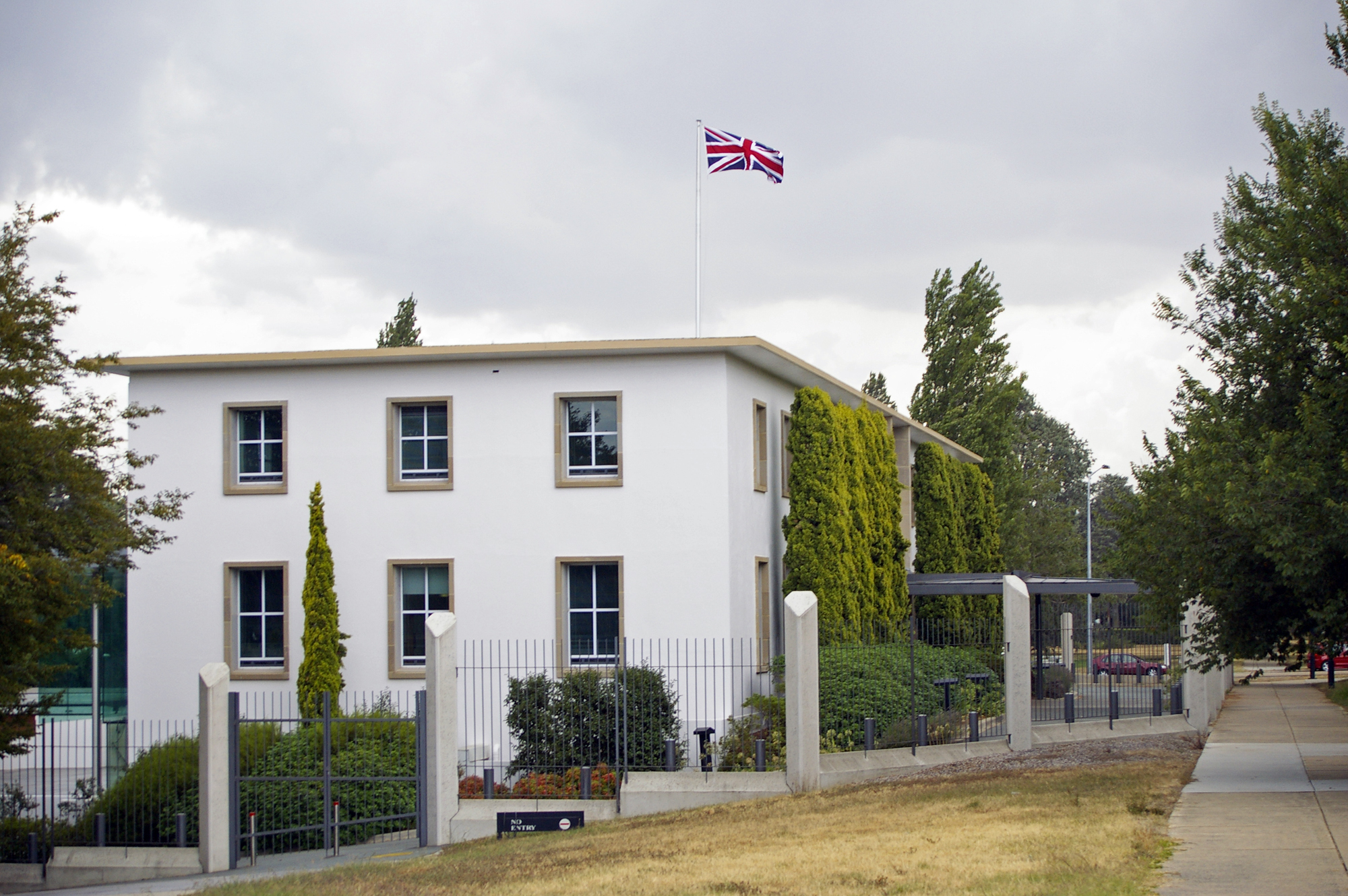
Britisches Hochkommissariat in Canberra